# Берег
Бе́рег — узкая полоса взаимодействия между сушей и водоёмом (морем, озером, водохранилищем) или между сушей и водотоком (рекой, временным русловым потоком).
Берегом также называют полосу суши, примыкающую к береговой линии.
Определить точную линию пересечения поверхности моря или озера с поверхностью суши, являющуюся границей водоёма, из-за постоянного изменения уровня воды, представляется невозможным. Поэтому береговая линия определяется условно относительно среднего многолетнего положения уровня водоёма.
Береговая зона состоит из собственно берега (его надводной части) и из подводного берегового склона.
Подводный береговой склон — прибрежная полоса морского дна, в пределах которой волны способны проводить активную работу (размывать дно, перемещать наносы).
Главными факторами формирования берега являются волны и волноприбойный поток, а также русловой поток. Берега в своём развитии проходят ряд этапов, в течение которых изменяются их очертания и строение. В зависимости от характера действия волн, различают абразионные, аккумулятивные и абразионно-аккумулятивные и сложные берега.

## Типы морских берегов
Морские берега отличаются разнообразием. Основным фактором, влияющим на формирование берега, является волновой, а также производные от него прибойный поток и волновые течения. В связи с этим при классификации берегов учитывается характер и интенсивность воздействия волн. Классификация должна охватывать все типы берегов, учитывать процессы, определяющие тип развития берега, отражать современную динамику развития берега, позволять картировать берега по их типу.
А. И. Ионин, П. А. Каплин и В. С. Медведев разработали следующую классификацию берегов, учитывающую перечисленные выше требования:
- Берега, сформированные субаэральными и тектоническими процессами и мало изменённые морем
  - Тектонического расчленения (далматинский, сбросовый, бухтовый)
  - Эрозионного расчленения (риасовые, лиманные)
  - Ледникового расчленения (фьордовые, шхерные)
  - Вулканического расчленения
  - Эолового расчленения
- Берега, формирующиеся преимущественно под воздействием неволновых факторов
  - Дельтовые
  - Приливные
  - Биогенные
  - Термоабразионные
- Берега, формирующиеся преимущественно волновыми процессами
  - Абразионные
  - Аккумулятивные
  - Абразионно-аккумулятивные

В условиях, когда море наступает на возвышенную территорию, возникают обрывистые берега, характеризующиеся наличием абразионного обрыва или клифа, целой системы весьма различных по форме заливов и мысов.
Выделяют несколько подтипов обрывистых берегов:
- далматинские берега, возникшие при подтоплении складчатых структур, имеющих простирание, близкое к общему направлению берега. Антиклинали образуют архипелаги, вытянутые вдоль общего направления берега островов, а синклинали-широкие каналы (например, широкий берег Адриатического моря);
- риасовые берега, возникшие при затоплении прибрежных сегментов речных долин горных стран;
- эстуариевые берега, имеющие сходное строение с предыдущим типом, однако проникающие далеко вглубь суши: например, эстуарий Сены имеет в длину 114 км, Святого Лавренция — 500 км, а эстуарий Амазонки — 1000 км;
- фьордовые берега, представляющие собой заливы с обрывистыми и высокими, иногда до 1000 м, склонами, образовавшимися в результате затопления древних ледниковых долин. Характерны они для Норвегии, запада Шотландии, побережья Лабрадора и Патагонии;
- шхерные берега, представляющие собой сложно расчленённые берега морей и озёр с мелкими скалистыми островами, разделёнными узкими проливами, возникшие в результате затопления подвергшейся ледниковой эрозии равнинной части материка;
- карстовые берега, которые обычно обрывисты и изрезаны древними затопленными долинами и мелкими заливами.

В условиях, когда море наступает на низменную равнину или отступает в зоне шельфа, формируются низкие берега. Среди них выделяются:
- берега с лагунами и береговыми барами;
- заболоченные берега, или заиленные, или с многочисленными болотами;
- дельтовые берега;
- лиманные берега;
- коралловые берега, которые формируются в тёплых морях.

## Речные берега
Речной берег может быть эрозионным (размываемым потоком) и аккумулятивным (наращиваемым наносами). Среди речных берегов различают затопляемые (пойменные) и не затопляемые (коренные, террасные).
Берег водотока — боковое ограничение русла водотока. В зависимости от расположения по течению относительно средней линии русла водотока различают правый и левый берега (определяются с точки зрения наблюдателя, плывущего на лодке по течению; притом, наблюдатель смотрит по ходу течения реки).
Верхние части береговых склонов, более сухие, чем окружающие территории, заполняемые водой в основном весной или в паводок, называются суходолом.

## Коренной берег
Коренной берег — берег, сложенный коренными горными породами, часто дислоцированными. Противопоставляется берегам, сложенным аллювиальными (в речных долинах, рыхлыми морскими) или органогенными (берега морей, коралловые рифы) образованиями.